# فهرست آثار تاریخی استان لرستان
فهرست آثار تاریخی و فرهنگی استان لرستان به جاذبه‌های تاریخی این استان اشاره دارد. استان لرستان یکی از استان‌های غربی ایران است.

## آثار تاریخی بروجرد
- مسجد رنگینه از دوره زندیان
- مسجد قلعه از دوره قاجار
- امامزاده قاسم
- بازار بروجرد
- پل قلعه حاتم یا پل اشکانی
- قلعه یزدگرد از دوره ساسانی
- پل چالان چولان پل دوره ساسانی
- امامزاده جعفر (بروجرد) این بنای مذهبی وتاریخی در قسمت شرقی شهر بروجرد واقع شده ‌است.
- مسجد جامع بروجرد در خیابان جعفری شهر بروجرد واقع شده‌ است.
- مسجد سلطانی بروجرد ازجمله آثار ارزنده معماری دوره اسلامی در لرستان مسجد امام بروجرد (سلطانی سابق) است.
- خانه بیرجندی ها
- خانه افتخارالاسلام طباطبایی
- خانه کمال‌الدین نبوی طباطبائی
- خانه سلطانی
- خانه هجری
- خانه مصری ها
- خانه حاج سیدغفور بریده پز
- خانه همایونی
- خانه گودرزی
- خانه صدرزاده نبوی طباطبایی
- خانه آیت‌الله بروجردی
- بافت تاریخی بروجرد

## آثار تاریخی خرم‌آباد
- فلک الافلاک بر بلندای تپه‌ای باستانی و طبیعی، در مرکز شهر خرم‌آباد واقع شده‌ است.
- سنگ نوشته در مرکز شهر خرم‌آباد و ضلع شرقی خیابان شریعتی واقع شده‌ است.
- گرداب سنگی در غرب شهر خرم‌آباد در کنار میدان بنایی مدور متشکل از یک دیواره عظیم سنگی که به صورت مدور دور تا دو چشمه‌ای فصلی احداث گردیده است.
- مناره آجری بنائی است استوانه‌ای شکل در قسمت جنوبی شهر خرم‌آباد.
- پل شاپوری این پل در قسمت جنوبی شهر خرم‌آباد واقع شده‌ است.
- مقبره شجاع الدین خورشید در شهرستان خرم‌آباد واقع شده‌ است.
- پل صفوی پل آجری در مرکز شهر خرم‌آباد و بر روی خرم رود (گلال) واقع شده ‌است.
- آسیاب گبری در قسمت جنوب شهر خرم‌آباد و در محله پشته واقع شده‌ است.
- دژ شینه
- خانه آخوند ابو این اثر تاریخی در ضلع غربی قلعه فلک افلاک در خیابان دوازده برجی واقع شده است.
- حمام گپ این حمام تاریخی در میدان قدیمی گپ در شهر خرم آباد واقع شده است.

## آثار تاریخی پلدختر
- پل دختر؛ از آثار معماری پیش از اسلام در لرستان محسوب می‌گردد که در ورودی شهر پلدختر واقع شده‌ است.
- مقبره حیات الغیب؛ در کنار رودخانه کشکان و جاده خرم‌آباد - پلدختر در بخش معمولان از توابع شهرستان پلدختر واقع شده‌ است.
- پل گاومیشان؛ از آثار پیش از اسلام است که در فاصله ۳۰ کلیومتری جنوب شهر پلدختر و برفراز رودخانه سیمره در حد فاصل استانهای ایلام و لرستان احداث شده ‌است.
- پل کلهر؛ در بخش معمولان از توابع شهرستان پلدختر واقع شده ‌است.
- کاروانسرای چمشک؛ در منطقه چمشک از توابع شهرستان پلدختر و در مسیر راه باستانی شاپورخواست به خوزستان قرار گرفته ‌است.
- غار کوگان؛ این غار در شهرستان پل‌دختر واقع شده ‌است.
- غار کلماکره؛ این غار تاریخی که ششمین گنجینه ی بزرگ جهان محسوب می‌شود در بخش مرکزی شهرستان پلدختر در کوه مهله قرار دارد.
- امامزاده سید سهل الدین؛ این امامزاده در 10 کیلومتری ابتدایی جاده شهرستان پلدختر به سمت اسلام آباد غرب قرار دارد.
- امامزاده احمد؛ این امامزاده که زوار بسیاری هم از استان لرستان و سایر استان‌های همجوار دارد در مسیر جاده  شهرستان پلدختر به سمت رومشکان در کنار روستای پاعلم قرار دارد.

## آثار تاریخی رومشکان
- چقابل نام تپه‌ای باستانی در دل شهر چقابل است که نام شهر نیز برگرفته از همین تپه است.
- قلعه کوهزاد در شهرستان رومشکان بخش سوری در بالای کوه ویزنهار  واقع شده‌ است.
- قلعه زاغه در شهرستان رومشکان واقع شده و تماماً از سنگ ساخته شده‌است.امامزاده باباحبیب در منطقه‌ای جنگلی در این شهرستان قرار دارد.

 تپه برآفتاب 
تپه برآفتاب‌ مربوط به سده‌های میانی دوران‌های تاریخی پس از اسلام است و در شهرستان رومشکان_ رومیانی واقع شده و این اثر در تاریخ ۲۳ بهمن ۱۳۸۵ با شمارهٔ ثبت ۱۷۱۷۹ به‌عنوان یکی از آثار ملی ایران به ثبت رسیده است.
تپه کفتارلان ۱

تپه کفتار لان ۱ مربوط به دوران پیش از تاریخ ایران باستان است و در شهرستان رومشکان _ قبرستان قدیمی دم کمتاره رومیانی واقع شده و این اثر در تاریخ ۲۵ اسفند ۱۳۷۹ با شمارهٔ ثبت ۳۰۵۳ به‌عنوان یکی از آثار ملی ایران به ثبت رسیده است.
غار دَروَن شیر
غار کلک رو
غار ور مر
قلعه شَکَر

## آثار تاریخی کوهدشت
- پل سی پله در منطقه سرطرهان شهرستان کوهدشت بر روی رودخانه سیمره در حد فاصل استان لرستان و استان ایلام واقع شده‌است.
- نقوش صخره‌ای هومیان در شمال شهرستان کوهدشت واقع شده‌اند.
- سرخ دم لکی درقسمت شمالی دشت کوهدشت به فاصله ۶ کیلومتر از مرکز شهر و در دامنه کوه چنگری واقع شده‌است.
- سرخ دم لری در شرق شهر کوهدشت قرار گرفته و به واسطه قرمز بودن خاک دامنه کوه به سرخ دم معروف است.

## آثار تاریخی شهرستان چگنی
- پل کشکان در شهرستان چگنی بر روی رودخانه‌ای به همین نام و در مسیر راه باستانی شاپورخواست به طرهان تاسیس شده ‌است.

## منبع
1. ↑  «آثار تاریخی استان». سایت سازمان میراث فرهنگی و گردشگری استان لرستان. دریافت‌شده در ۲۳ آبان ۱۳۹۰.[پیوند مرده]